# Kate Bracken
Pour les articles homonymes, voir Bracken.
Kate Bracken, née le 12 juin 1990 est une actrice écossaise.

## Biographie
En 2012, elle obtient le rôle de Alex Millar dans la série Being Human : La Confrérie de l'étrange qui la révèlera au grand public.
En 2013, elle participe en tant que personnage récurrent à la série Misfits, où elle interprète le rôle de Karen.
Elle apparait également dans le film Moon Dogs.
Elle a joué un petit rôle dans un épisode de la série Doctors en 2015.
En 2016, elle tient l'un des rôles principaux dans la série One of Us.

## Filmographie

### Cinéma
- 2014 : How Do I Get Up There?
- 2016 : Moon Dogs : Suzy
- 2016 : Hot Property : Laurie Mills
- 2018 : Calibre de Matt Palmer : Iona

### Télévision
- 2011 : Inspecteur George Gently (Inspector George Gently) (série télévisée) : Hazel Holdaway
- 2012 : Flics toujours  (New Tricks série télévisée) : Mia Adler
- 2012 - 2013 : Being Human : La Confrérie de l'étrange (Being Human série télévisée) : Alex Millar
- 2013 : Misfits (série télévisée) : Karen
- 2013 - Rubenesque (téléfilm) : Shirelle
- 2014 : DCI Banks (série télévisée) : Alice Craig
- 2014 : Holby City (série télévisée) : Mia
- 2015 : Doctors (série télévisée) : Lara Parker
- 2016 - Reg (téléfilm) : L/Corporal Joanne Richardson
- 2016 : One of Us (série télévisée) : Grace Douglas